# Samuel L. Southard

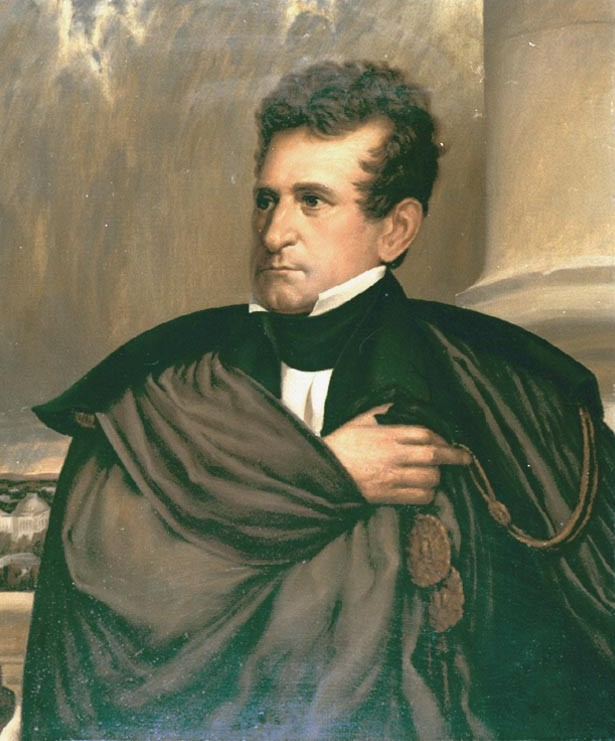
Samuel L. Southard

Samuel Lewis Southard (* 9. Juni 1787 in Basking Ridge, New Jersey; † 26. Juni 1842 in Fredericksburg, Virginia) war ein US-amerikanischer Politiker und von 1832 bis 1833 Gouverneur des Bundesstaates New Jersey. Von 1821 bis 1823 und von 1833 bis zu seinem Tod vertrat er seinen Staat im US-Senat; von 1823 bis 1829 war er Marineminister unter den Präsidenten James Monroe und John Quincy Adams.

## Frühe Jahre
Samuel Southard entstammte einer bekannten Politikerfamilie. Sein Vater Henry Southard war zwischen 1801 und 1820 mit einer Unterbrechung Abgeordneter im US-Repräsentantenhaus. Sein Bruder Isaac gehörte von 1831 bis 1832 ebenfalls dem Kongress in Washington, D.C. an. Samuel besuchte zunächst die öffentlichen Schulen seiner Heimat und studierte dann bis 1804 am Princeton College, der heutigen Princeton University. Danach studierte er bis 1809 in Virginia Jura. Das dafür notwendige Geld verdiente er sich als Lehrer. Nach seiner Zulassung als Rechtsanwalt kehrte er nach New Jersey zurück, wo er 1811 in Flemington als Anwalt arbeitete.

## Politischer Aufstieg
Southard war damals Mitglied der Demokratisch-Republikanischen Partei. Im Jahr 1814 wurde er in die New Jersey General Assembly gewählt. Zwischen 1815 und 1820 war er Richter am Obersten Gerichtshof von New Jersey. Nach dem Rücktritt von James J. Wilson wurde Southard zu dessen Nachfolger als Class-1-Senator im Kongress ernannt. Dort vertrat er zwischen dem 26. Januar 1821 und dem 3. März 1823 die Interessen seines Staates. Im Jahr 1823 wurde er von Präsident James Monroe als Secretary of the Navy in sein Kabinett berufen. Dieses Amt übte er bis 1829 auch unter dessen Nachfolger John Quincy Adams aus. In diesen Jahren war er jeweils für kurze Zeit vertretungsweise auch amtierender Finanz- und Kriegsminister der USA. Als Marineminister beschaffte er Land für den Bau von Lazaretten. Damals entstanden die ersten Trockendocks im Bereich der Kriegsmarine. Southard setzte sich für die Erforschung des Pazifischen Ozeans ein. In seiner Amtszeit wuchs das Personal der Marine um 50 Prozent. Gleichzeitig wurde die Reichweite der Flotte deutlich vergrößert.

## Gouverneur und Senator
Nach seiner Rückkehr nach New Jersey wurde er Attorney General seines Staates. Dieses Amt hatte er von 1829 bis 1832 inne. Inzwischen war er Mitglied der neuen Whig Party, als deren Kandidat er im Jahr 1832 zum Gouverneur gewählt wurde. Dieses Amt übte er aber nur zwischen dem 26. Oktober 1832 und dem 27. Februar 1833 aus. In dieser Zeit förderte er den Ausbau der Eisenbahnen und der Wasserstraßen. Nachdem er erneut in den US-Senat gewählt worden war, trat er im Februar 1833 vom Amt des Gouverneurs zurück. Im Kongress nahm er seinen alten Sitz wieder ein und löste Mahlon Dickerson ab. Nach einer Wiederwahl im Jahr 1838 blieb er bis zu seinem Tod im 1842 im Senat. Dort war er Vorsitzender des Ausschusses für maritime Angelegenheiten und als Präsident pro tempore zeitweise Vorsitzender des Senats. In dieser Eigenschaft wäre er nach damaliger Gesetzeslage Nachfolger des Präsidenten geworden, wäre dieser ausgefallen, da Vizepräsident John Tyler nach dem Tod von Präsident William Henry Harrison selbst Präsident geworden war und es noch keine Regelung zur Bestimmung eines neuen Vizepräsidenten gab.
Am Ende seiner politischen Laufbahn verschlechterte sich sein Gesundheitszustand. Er verstarb im Juni 1842. Mit seiner Frau Rebecca Harrow hatte er ein Kind.
Nach ihm ist Kap Southard im antarktischen Wilkesland und die Southard Bay auf Elephant Island im Archipel der Südlichen Shetlandinseln benannt.